# Cissus cussonioides
Cissus cussonioides är en vinväxtart som beskrevs av Schinz. Cissus cussonioides ingår i släktet Cissus och familjen vinväxter. Inga underarter finns listade i Catalogue of Life.